# Římskokatolická farnost Horní Studénky
Římskokatolická farnost Horní Studénky je územní společenství římských katolíků v děkanátu Zábřeh s farním kostelem svatého Linharta.

## Historie farnosti
Farní kostel je renesanční jednolodní stavba ze 16. století, upravená v 18. století a 19. století.

## Duchovní správci
Administrátorem excurrendo je od července 2016 R. D. Mgr. Jacek Piotr Brończyk, ve farnosti působíl do července 2017 jako výpomocný duchovní R. D. Bohuslav Směšný, inkardinovaný do královéhradecké diecéze.

## Bohoslužby
| Kostel           | Místo          | Bohoslužba (den) | Hodina                                           | Poznámka     |
| ---------------- | -------------- | ---------------- | ------------------------------------------------ | ------------ |
| svatého Linharta | Horní Studénky | neděle čtvrtek   | 7.30 16.00 (školní rok), 18.00 (mimo školní rok) | farní kostel |

## Aktivity farnosti
Každoročně se ve farnosti koná tříkrálová sbírka, v roce 2016 se při ní vybralo v Cotkytli 14 827 korun.
Pro farnost, stejně jako další farnosti děkanátu Zábřeh vychází každý týden Farní informace.